# Sitio del Callao (1838)
El Sitio del Callao fue un asedio llevado a cabo en 1838 entre las tropas del Ejército Unido Restaurador y las del Ejército Confederado Perú-Boliviano, terminando con la victoria de estas últimas y la retirada de Manuel Bulnes de Huacho ante el avance del ejército confederado al mando de Andrés de Santa Cruz.

## Antecedentes y situación de los confederados en el Callao
Tras la batalla de Guías y la ocupación de Lima por el ejército restaurador al mando del general Manuel Bulnes, habíase retirado a la fortaleza del Callao 700 hombres del batallón Ayacucho dirigido por el general Domingo Nieto que se unieron a la guarnición del Real Felipe, compuesta por 500 soldados al mando del coronel Manuel de la Guarda. Nieto al llegar al Callao con sus fuerzas para resistir a los restauradores, no fue reconocido su grado por el coronel Manuel de la Guarda tras un altercado que tuvieron por la actitud del primero en la batalla de Guías por lo que el general Nieto solitario abandono el Callao por medio de un buque extranjero dirigiéndose al norte para formar su propio ejército y combatir a los restauradores, pero las fuerzas sutiles que logró reunir, entre ellas el Batallón cívico de Cajamarca, se pasaron íntegramente a los restauradores. Nieto sin posibilidades de nada, se exilió en Guayaquil por el resto de la guerra.
El coronel y ahora gobernador de la plaza Manuel de la Guarda junto a su segundo el coronel Javier Panizo y Ramírez con una fuerza de 1.200 defensores y una buena cantidad de cañones de la fortaleza del Real Felipe se decidirían a resistir en el Callao al Ejército Restaurador quienes mandados por el general José María de la Cruz y luego por el coronel Juan Crisóstomo Torrico les pondrían sitio en el puerto desde el 31 de agosto hasta el 8 de noviembre de 1838, a estas fuerzas se unía el ya establecido bloqueo marítimo dirigido por el almirante Carlos García del Postigo. Hay que decir que si bien los antiguos cañones del Callao habían sido vendidos a comisionados españoles carlistas por el gobierno de Felipe Santiago Salaverry la fortaleza aún contaba con artillería suficiente para oponer una seria defensa lo que unido al escaso poder de los cañones de campaña de la época que portaba el ejército chileno, bastaba para rechazar un asalto directo de las tropas restauradoras.
El general Luis José de Orbegoso tras el desastre de Guías, estuvo oculto unos días en Lima donde luego logró llegar, a pesar del sitio, a la fortaleza del Callao con el objetivo de proseguir liderando los esfuerzos contra los que consideraba sus enemigos que eran los restauradores e igualmente los confederados de Andrés Santa Cruz. Pero su figura recayó bastante llegando solo a ser como una especie de prisionero de los hombres que defendían el puerto, con mera libertad de hablar y de escribir negativamente contra los restauradores y Santa Cruz. Lo cierto es que la guarnición que se encontraba en el Callao estaba defendiendo ese lugar por su lealtad a la confederación y a Santa Cruz.

## El asedio

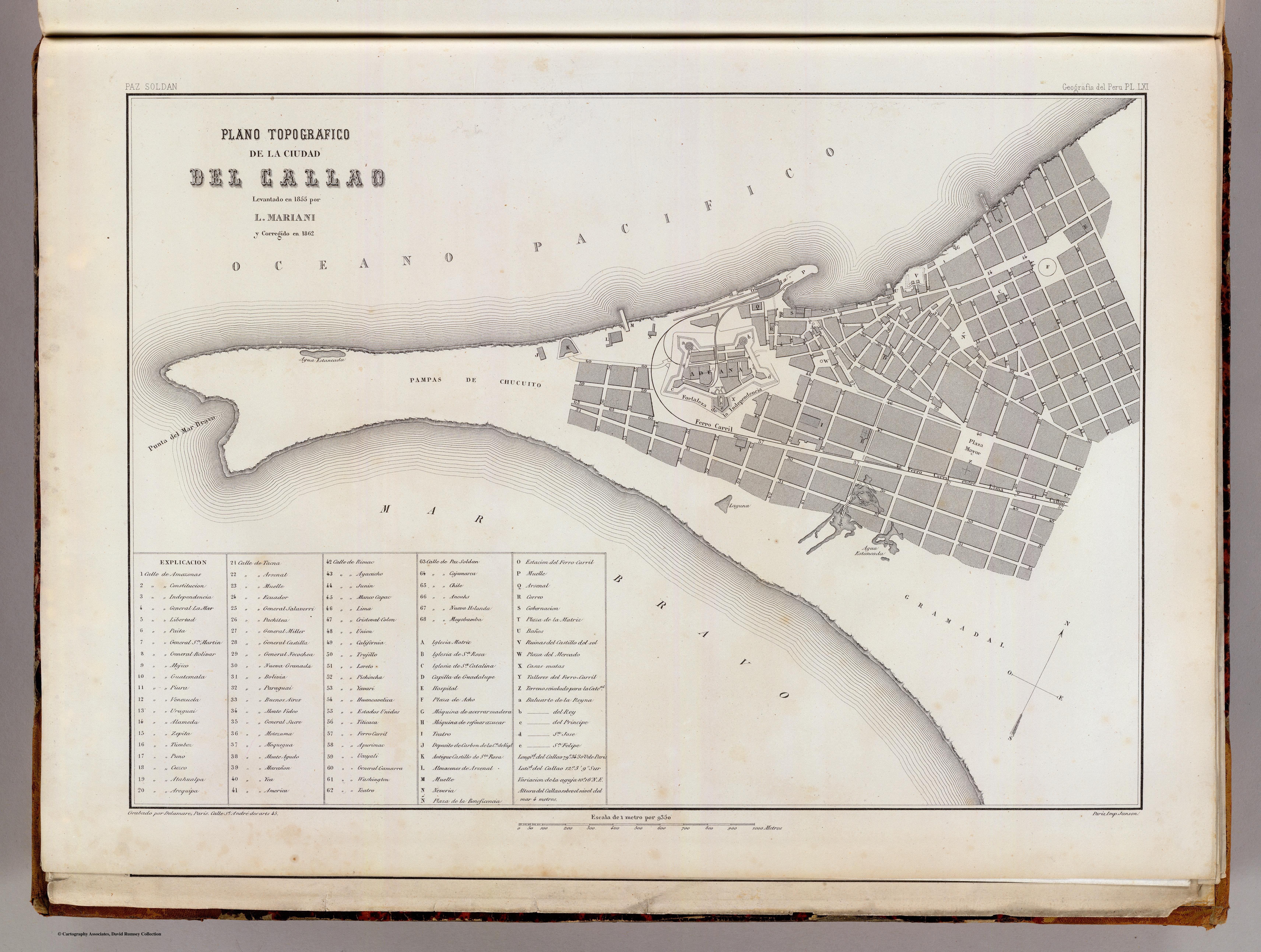
Plano topográfico que muestra la ciudad del Callao, lugar donde se produce el sitio por el ejército restaurador.

El sitio de la plaza se limitó a un cerco de mediana efectividad por tierra y mar ya que los restauradores no contaban con los hombres y materiales necesarios para emprender un asalto a la fortaleza donde se guarnecían las tropas confederadas. El objetivo de los sitiadores era agotar y dejar sin víveres a los defensores para lograr la capitulación de la plaza. 
Al estar el ejército sitiador acampado en una zona pantanosa e insalubre las bajas por enfermedad eran numerosas lo que unido a las constantes salidas de la guarnición al mando de Guarda dificultaban un asedio eficaz.

El sitio del Callao por los chilenos, del cual fuimos testigos, no fue ni siquiera en parte tan severo como el de los patriotas. La escuadra era demasiado débil y el ejército, reducido. Desde el mar, cañoneras chilenas comandadas por ingleses atacaban al Callao sólo de noche; siempre después de medianoche contemplábamos el conmovedor espectáculo de las numerosas balas incandescentes cruzando la oscuridad(...) Los combates de caballería de los puestos de avanzada y las salidas de los sitiados eran cosa menuda, los sitiadores no pensaban en tomar la Fortaleza por asalto ya que para ello hubieran tenido que reunir todo su ejército.
Relato del naturalista y viajero suizo Johann Jakob von Tschudi.

Por otra parte el coronel Manuel Guarda, al que le historiador chileno Encina califica de enérgico, no se contentaba con hostigar a los sitiadores por tierra y habiendo quedado la guarnición imposibilitada de disparar sus cañones sobre los buques chilenos por amenaza directa de los buques extranjeros de abrir fuego sobre ellos si sus naves eran dañadas en el tiroteo, no desperdició oportunidad alguna para atacarles con cuantos medios estuvieran a su alcance, el mismo von Tschudi refiere un episodio del que fue testigo mientras se encontraba a bordo del mercante neutral Edmond.  

Esta categórica declaración tuvo efecto y la guarnición se vio precisada a soportar con impotente indignación los ataques desde el mar. Pocos días después de aquel incidente, los peruanos tuvieron ocasión de vengarse. El almirante chileno envió a su ayudante con siete marineros a bordo de nuestro barco para comprar zapatos. La guarnición del fuerte observó esto y armó una chalupa con 25 hombres la cual, cubierta por los otros barcos mercantes se acercó al nuestro. El ayudante del almirante, informado del peligro, a pesar de que le aconsejamos lo contrario, saltó al bote para huir. Era demasiado tarde: en ese momento, apareció la chalupa enemiga por detrás de la proa del Edmond y disparó una descarga completa desde apenas seis pasos de distancia. Cinco marineros cayeron al mar, muertos o heridos; los otros tres tomados prisioneros, entre ellos el oficial herido por dos balas. Logramos salvar a uno de los marineros, lanzándole una soga y cubriéndolo con la bandera francesa. Desgraciadamente, los peruanos no tenían escuadra, ya que los chilenos les habían quitado por ignominiosa traición en tiempo de paz varios barcos de guerra...

Las acciones en el sitio fueron variadas, una de ellas ocurrió el 18 de septiembre, donde la guarnición peruana del Callao, provisto de bastante armamento, acometió a las avanzadas restauradoras valientemente. Las tropas restauradoras sostuvieron el ataque desde las 7 A.M., hora en que fue rechazada, a pesar de que desde la fortaleza del Real Felipe se hacían al mismo tiempo más de 200 tiros de cañón. Se perdieron tres soldados del batallón Portales, uno del batallón Carampangue y tres heridos del batallón Aconcagua. Las bajas de las fuerzas sitiadas fueron mayores.
El 13 de octubre durante la noche fue enviado a custodiar la llamada avanzada del agua, el subteniente Manuel Antonio Marin con un piquete de 25 soldados del batallón Valparaíso. Al amanecer del siguiente día, salieron de sus fuertes dos compañías de las fuerzas sitiadas escoltando algunos carretones cargados de vasijas que tenían el objeto de aprovisionar a los defensores. Los restauradores al observar esto se desplegaron en guerrilla y rompieron fuego sobre esas compañías siendo inmediatamente contestado el fuego por la numerosa infantería y las grandes piezas de artillería de la fortaleza. El pequeño piquete de soldados del batallón Valparaíso, a pesar de estar en desventaja y envuelto alternativamente por las balas, resistió y logró que las fuerzas sitiadas se retiraran al interior de sus fortalezas.
Con motivo de la declaratoria del bloqueo del Callao, los agentes de Francia, Estados Unidos y la Gran Bretaña habían solicitado prórroga de algunos días. El 13 de septiembre se dirigieron al general en jefe del Ejército Restaurador, general Bulnes, declarando que no reconocían el bloqueo; e instados a explicar la causa de su conducta respondieron que al bloqueo le faltaba una declaración formal y que el Callao no estaba bajo el dominio del general Santa Cruz a cuyo gobierno solamente había declarado la guerra Chile. Esto motivó la declaración de guerra de Chile al gobierno de Orbegoso el 17 de octubre de 1838 junto con el decreto oficial del bloqueo del Callao de la misma fecha.
El sitio ya se hacía largo e inútil, había varias bajas por los combates y las enfermedades en la zona. Agregarle también a eso las molestias de potencias extranjeras como Gran Bretaña, Francia y Estados Unidos que impedían un bloqueo y sitio eficaz del puerto. Por motivos como estos es que el general Cruz ya había manifestado a Bulnes la imposibilidad de bloquear completamente a los castillos del puerto señalándole que "sería mejor emplear nuestras fuerzas de otro modo más útil". Tras fracasar toda posible negociación y no teniendo los sitiados la intención de capitular el ejército restaurador levantó el sitio abandonando Lima con dirección a Huacho el 15 de noviembre ante el avance del ejército de Andrés de Santa Cruz de 7000 plazas y el objeto de evitar una batalla en desventaja táctica.

## Consecuencias
Tras la retirada de los restauradores al mando de Bulnes, el grueso del ejército confederado de Santa Cruz ocupó Lima. Una vez en la capital el protector otorgó a los defensores del Callao condecoraciones y premios disponiendo también que les fuera otorgada una medalla con la inscripción "Lealtad y Gloria" la cual tendría grabado un castillo sobre el que ondearía un pabellón rojo como símbolo de la Confederación, sin embargo tras la derrota de Santa Cruz y la caída de la confederación estas disposiciones serían anuladas siendo los oficiales peruanos que le apoyaron dados de baja del nuevo ejército peruano. Por su parte el historiador chileno Gonzalo Bulnes señala que "Aunque el cuadro de las privaciones de la división sitiadora, no pasará a la historia adornado con el brillante colorido de Buin o de Yungai, la entereza con que soportó sus sufrimientos i su energía, serán siempre dignos de recuerdo."
La retirada de los confederados fue una decisión tomada por el general Bulnes y en concordancia con su estado mayor por el hecho de mostrar una posición débil para dar batalla. El plan ahora era avanzar al norte del Perú a las provincias que le eran leales y obligar al ejército confederado ir a su persecución y así dar una batalla decisiva en posiciones más favorables a esté. Santa Cruz después de un mes enviaría destacamentos de su ejército para vigilar y hostigar a los restauradores, luego avanzaría con el grueso de su ejército en persecución de los restauradores alcanzándolos y enfrentándolos principalmente en Chiquián, Llaclla y en Buin logrando resultados poco definitivos. El 20 de enero del año siguiente ambos ejércitos chocarían en Yungay logrando los restauradores vencer definitivamente a los confederados.  
Hay que agregar que al finalizar el sitio del Callao Santa Cruz tendría que arreglar cuentas pendientes con el general Luis de Orbegoso. Santa Cruz durante el sitio, haciendo gala de su típica astucia, convenció a Orbegoso para que lo apoyara logrando su objetivo. Terminado el sitio, esté lo redujo políticamente poniendo fin a su carrera, por lo que Orbegozo abandono el país por el resto de la guerra. En su reemplazo como presidente del Estado Nor-Peruano fue nombrado el general José de la Riva Agüero quien ejercería el cargo hasta la disolución de la confederación. 
Por la defensa valerosa del Callao son ascendidos por Santa Cruz respectivamente y por orden jerárquico jefes, oficiales y tropa de los que se pueden mencionar: los coroneles Manuel de la Guarda y Francisco Javier Panizo, quienes son ascendidos a la clase de generales de brigada. Igualmente son ascendidos, el capitán de fragata Juan José Panizo, a capitán de navío; el capitán de corbeta Domingo Valle Riestra, a capitán de fragata; el teniente coronel de caballería Enrique Pareja, a coronel; y el teniente de navío Miguel Zaldívar, a capitán de corbeta. También otros militares son ascendidos por sus distinciones en el sitio.